# Liebherr L 556

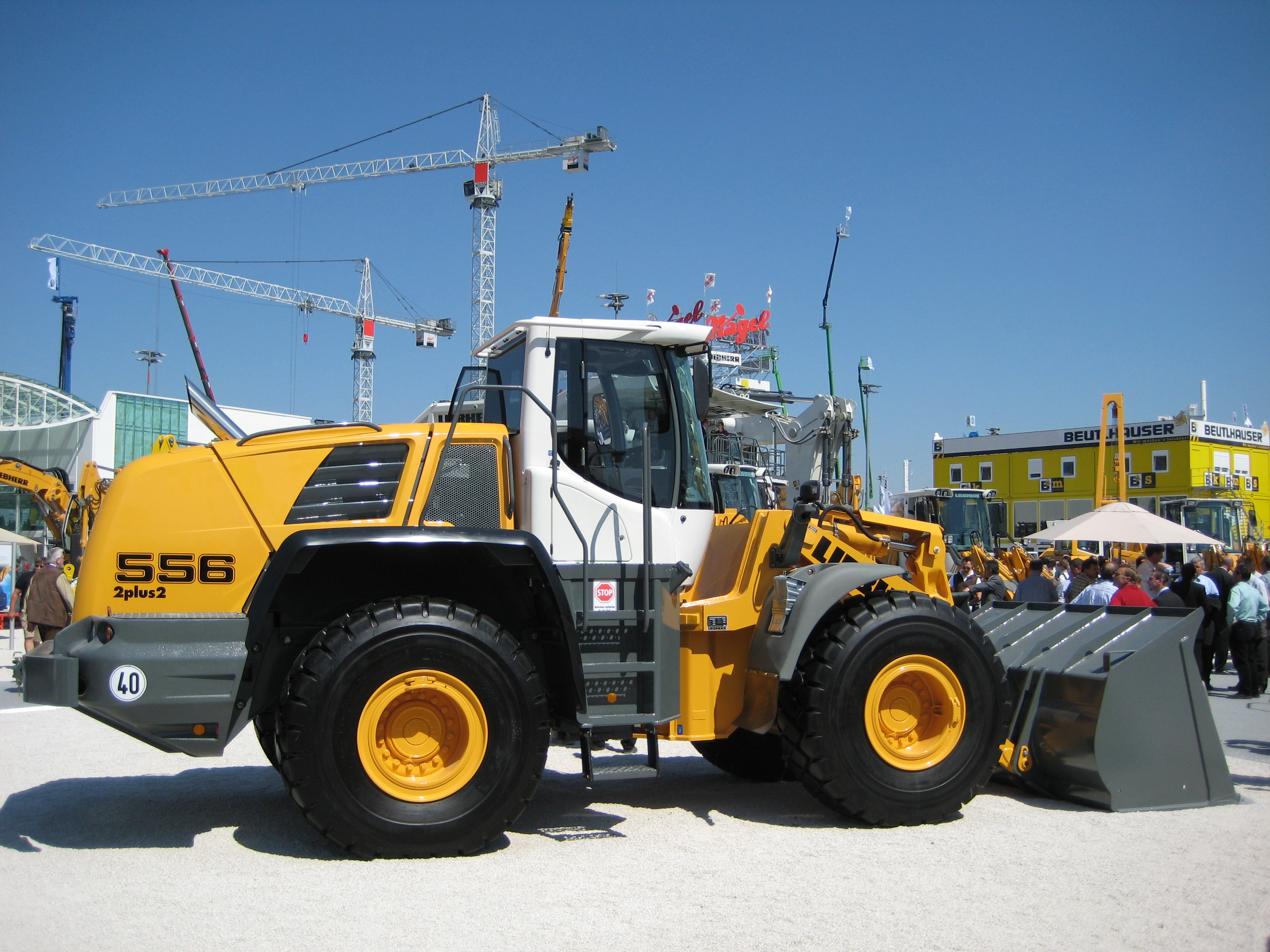
Liebherr L 556 na targach BAUMA 2007

L 556 – ładowarka kołowa, która od 2006 roku jest produkowana przez grupę Liebherr w Bischofshofen w prowincji Salzburg. Przez lata model był stale rozwijany, a od 2021 roku oferowany jest w czwartej generacji modelowej. W ramach umowy o współpracy Liebherr od 2017 roku produkuje również model L 556 dla producenta maszyn rolniczych Claas.
Ładowarka kołowa znajduje zastosowanie w pracach ziemnych i inżynierii lądowej, jak również w transporcie materiałów (na przykład w zakładach recyklingu) oraz w przemyśle wydobywczym (na przykład przy wydobyciu żwiru i piasku). Producent oferuje odpowiednie maszty i przystawki.

## Historia modelu
W 2006 roku firma Liebherr dokonała przeglądu napędu hydrostatycznego swoich dużych ładowarek kołowych, a także wprowadziła tzw. przekładnię 2plus2. Chodzi o dwa silniki olejowe różnej wielkości, każdy z własnym sprzęgłem, zamontowane bezpośrednio na skrzyni biegów. Przekładnia ta pozwalała na bezstopniową kontrolę przyspieszenia od zera do prędkości maksymalnej zarówno w przód, jak i w tył. W trakcie tego rozwoju do programu sprzedaży dodano model L 556 2plus2 o masie operacyjnej 17,27 do i mocy 191 KM. Ładowarka kołowa była wyposażona w chłodzony wodą silnik wysokoprężny z turbosprężarką spalin i chłodzeniem powietrza doładowującego z fabryki Bulle i spełniała limity emisji spalin zgodnie z normą Stage IIIA / Tier 3.
Aby móc spełnić surowsze limity emisji spalin zgodnie z normą Tier 4i lub EU Stage IIIB, firma Liebherr udoskonaliła w 2012 roku silnik i związany z nim system sterowania za pomocą Liebherr Power Efficiency (w skrócie LPE). Masa operacyjna nowego L 556 wzrosła nieznacznie do 17,9 tony, natomiast moc pozostała bez zmian na poziomie 191 KM.
W 2016 roku Liebherr wyposażył duże ładowarki kołowe w tzw. układ napędowy XPower. Łączy w sobie napęd hydrostatyczny i mechaniczny oraz spełnia limity emisji spalin zgodnie z normą Tier 4 lub EU Stage IV. Masa operacyjna i moc nowej generacji modelu zostały zwiększone do 18,4 tony i 224 KM.
W 2021 roku Liebherr w ramach modernizacji modelu L 556 XPower dokonał przeglądu, zwiększając wydajność, wzmacniając maszt i poprawiając hydraulikę roboczą. Masa operacyjna i moc wzrosły do 19,6 do i 245 KM.

## Maszt podnośnika i osprzęt
Liebherr oferuje dla modelu L 556 dwa różne maszty, każdy o innej długości:
- Z-kinematyka w standardowej długości
- Z-kinematyka w wersji rozszerzonej (wysokie podnoszenie)
- Maszt przemysłowy o standardowej długości
- Maszt przemysłowy w wersji przedłużonej (wysokie podnoszenie)

Dla L 556 firma Liebherr oferuje następujące przystawki:
- Łyżka do robót ziemnych
- Łyżka do materiałów lekkich
- Łyżka wysokiego podnoszenia
- Widełki do załadunku
- Chwytak do drewna

## Współpraca z Claas
Liebherr produkuje ładowarki kołowe dla Grupy Claas w ramach umowy o współpracy od 2017 roku. Producent maszyn rolniczych używa oznaczenia handlowego Torion dla rolniczych ładowarek kołowych. Torion 1914 z przekładnią CMATIC to największy model w serii i, poza drobnymi modyfikacjami, identyczny w budowie jak L 556 XPower. Na przykład ładowarka kołowa dostarczana jest w typowym dla Claas kolorze „seed green”, a także ze specjalną chłodnicą rolniczą i nieco zmodyfikowanym masztem podnoszącym. W 2021 roku Liebherr przeprowadził aktualizację modelu, a Claas zmienił wtedy własne oznaczenie modelu na Torion 2014.